# Locomotiva prussiana P 8
Le locomotive prussiane P 8 sono locomotive a vapore con tender per treni viaggiatori a 3 assi motori accoppiati e carrello portante anteriore di costruzione tedesca.

## Storia
Le origini dell'ottimo progetto di locomotiva "prussiana" P 8 risalgono a circa il 1905 quando Robert Garbe, che era un sostenitore convinto dei progetti più semplici possibile presentò una soluzione a due cilindri che applicava la tecnologia del vapore surriscaldato che, sviluppata poco tempo prima da Wilhelm Schmidt consentiva delle prestazioni realmente superiori per quei tempi. La locomotiva era di costruzione molto economica e non richiedeva nella condotta un impegno eccessivo del macchinista. Garbe progettando la P 8 intese realizzare una locomotiva per treni espressi, in grado di raggiungere la velocità massima di 110 km/h.
Le prime unità vennero infatti dotate di cabine sagomate per una bassa resistenza aerodinamica.
La nuova locomotiva richiese inizialmente una serie di modifiche; la caldaia risultava molto efficiente nella produzione di vapore, tuttavia i cuscinetti delle aste di guida, troppo piccoli, manifestavano la tendenza al surriscaldamento, tanti altri particolari tra cui le prese di vapore, i duomi ed altro fu oggetto di perfezionamenti. Altro particolare importante era la tendenza agli scossoni laterali durante la marcia veloce cosa che portò a perfezionamenti vari e alla decisione di stabilire la velocità massima a 100 km/h.

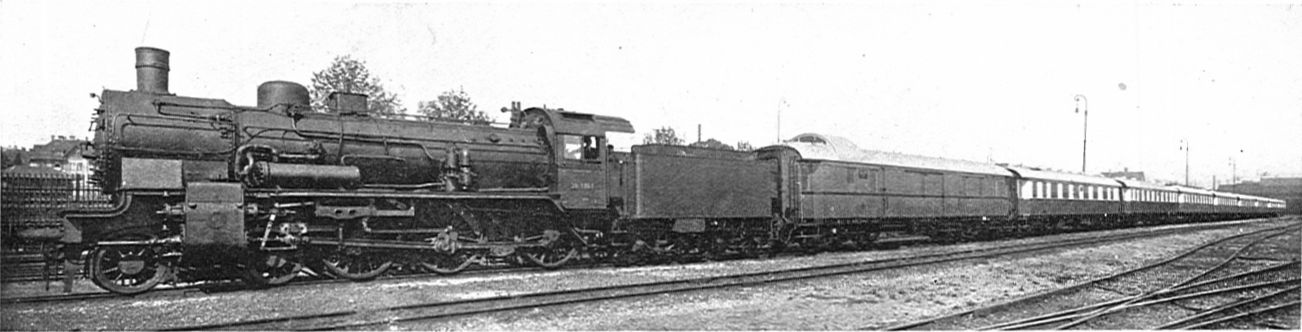
Una P 8 al traino del treno espresso Rheingold nel 1928

L'ordine di costruzione delle prime 10 macchine fu assegnato alla berlinese Schwartzkopff (poi Berliner Maschinenbau) nel 1906. La prima unità fu messa in servizio nel Basso Reno con il numero "Coeln 2401". Con 14 carrozze pullman agganciate superò le corse di prova brillantemente. 
La maggior parte delle locomotive vennero costruite da Schwartzkopff, con 1.025 unità, seguita dalla la Henschel & Sohn di Cassel con 742 unità; tutti i produttori di locomotive tedesche ebbero parte nella costruzione di locomotive P 8, eccetto Hartmann e Esslingen.
Oltre alle Ferrovie dello Stato prussiano, anche il Granducato di Oldenburg ne acquisì 5 unità e 13 ne ebbe il Granducato di Meclemburgo (Grossherzoglich Mecklenburgische Friedrich-Franz-Eisenbahn). Le locomotive P 8, costruite in numero di 3556 unità, sono state prodotte anche su licenza raggiungendo complessivamente la quota di circa 4000 unità; la locomotiva P 8 è quella che in Europa è stata realizzata nel maggior numero di esemplari.
La P 8 si dimostrò una macchina versatile e fu utilizzata anche per treni passeggeri prestigiosi come il Rheingold express su linee importanti, treni merci, diretti e per ogni tipo di treno; per tali motivi le ultime locomotive P 8 della Deutsche Reichsbahn durarono fino al 1972 e quelle della Deutsche Bundesbahn fino al 1974. Le consegne delle P 8 proseguirono fino al 1930.

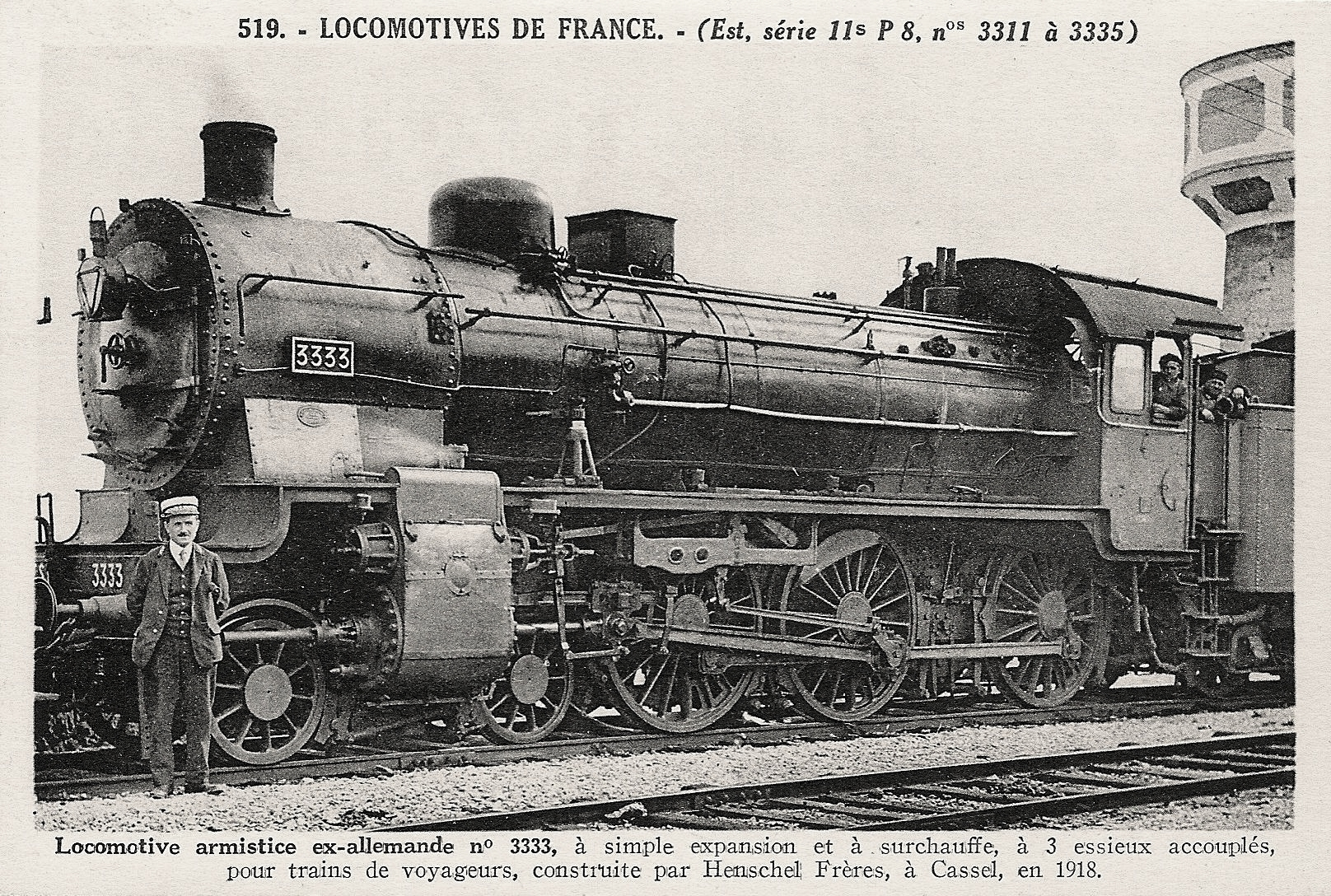
Locomotiva P 8 reimmatricolata in Francia, dopo il 1918, nella serie EST 11S

Dopo la conclusione della prima guerra mondiale, in seguito alla sconfitta, 627 locomotive P 8 furono oggetto di risarcimento danni di guerra e consegnate alle potenze vincitrici. Un gruppo di 25 locomotive, giunse in Italia in seguito al Trattato di Versailles, tra il 1919 e il 1922; vennero incorporate come gruppo FS 675. Nonostante la loro validità ebbero impiego solo sulle linee dell'Italia centrale delle FS a causa del loro peso assiale elevato, 17 t x asse.
In seguito alla ripartizione 192 locomotive P 8 andarono alla Polonia immatricolate come PKP Ok1, 168 unità al Belgio ove divennero SNCB 64, 11 unità alla Lituania ove divennero K 8 e 162 alla Francia; ebbero locomotive anche la Grecia e la Romania. Le P 8 pervenute in Francia vennero ripartite nel modo seguente:
- la Società ferroviaria Orientale ebbe assegnate 25 macchine, immatricolate come EST 11S 3311-3335.
- l'amministrazione delle ferrovie dell'Alsazia-Lorena ebbe 25 macchine che costituirono il gruppo AL P8 2350-2374.
- le Ferrovie Nord ricevettero 75 macchine, che costituirono il gruppo NORD 3.1601-1675.
- l'Amministrazione ferroviaria dello Stato ebbe assegnate 17 macchine, le SNCF 230 943-959.
- la Società per la ferrovia da Parigi a Orleans ebbe 20 macchine, contrassegnate come PO Midi 3701-3720.

In seguito alla costituzione della SNCF, nel 1938, le ex P 8 confluirono nella serie 230. Ulteriori quattro P 8 vennero aggiunte come parte di riparazioni di guerra nel 1946. Alcuni esemplari di locomotive P 8 sono sopravvissuti a scopo museale o per treni storici.

## Caratteristiche

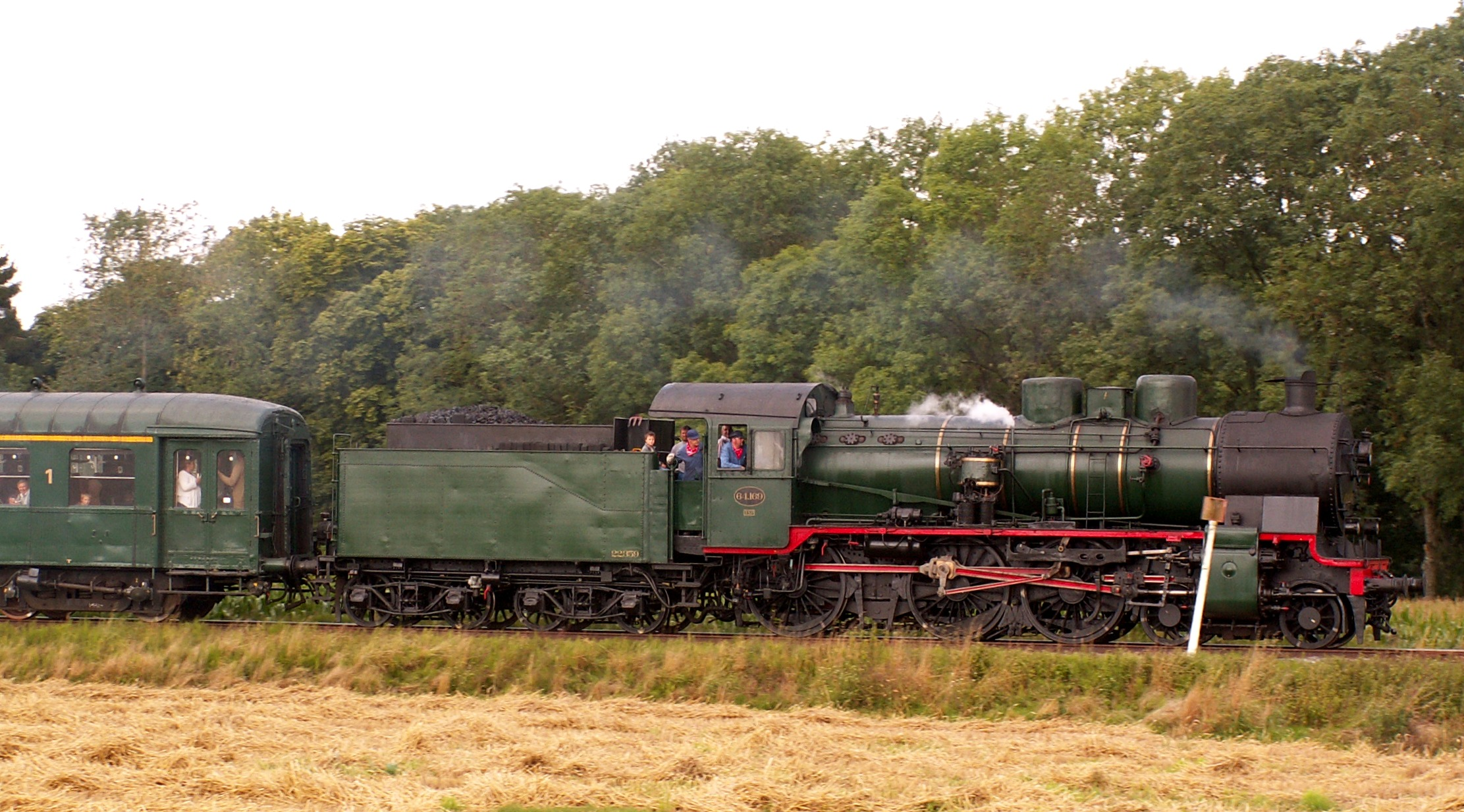
Una P 8 del Belgio nel 2011

Le locomotive, a due cilindri motori, erano a vapore surriscaldato e semplice espansione; montavano il surriscaldatore di tipo Schmidt e un preriscaldatore d'acqua tipo Knorr.
La caldaia era tarata a 12 bar di pressione; la macchina sviluppava la potenza di 1180 CV. Le ruote motrici di diametro 1750 mm le permettevano di raggiungere la velocità di 100 km/h. Le ultime produzioni, intorno al 1922, ebbero ulteriori modifiche tra cui quella appariscente dell'applicazione di deflettori laterali anteriori a fianco della camera a fumo della locomotiva.
Il tender, a carrelli, trasportava 7.000 kg di carbone e 21.500 litri di acqua.